# Felshumusboden
Der Felshumusboden (FF) gehört zu der Abteilung der terrestrischen Böden, genauer zur Klasse F. Wie der Name bereits aussagt, handelt es sich dabei um Humus, der auf unverwittertem Gestein aufliegt.

## Entstehung und Verbreitung

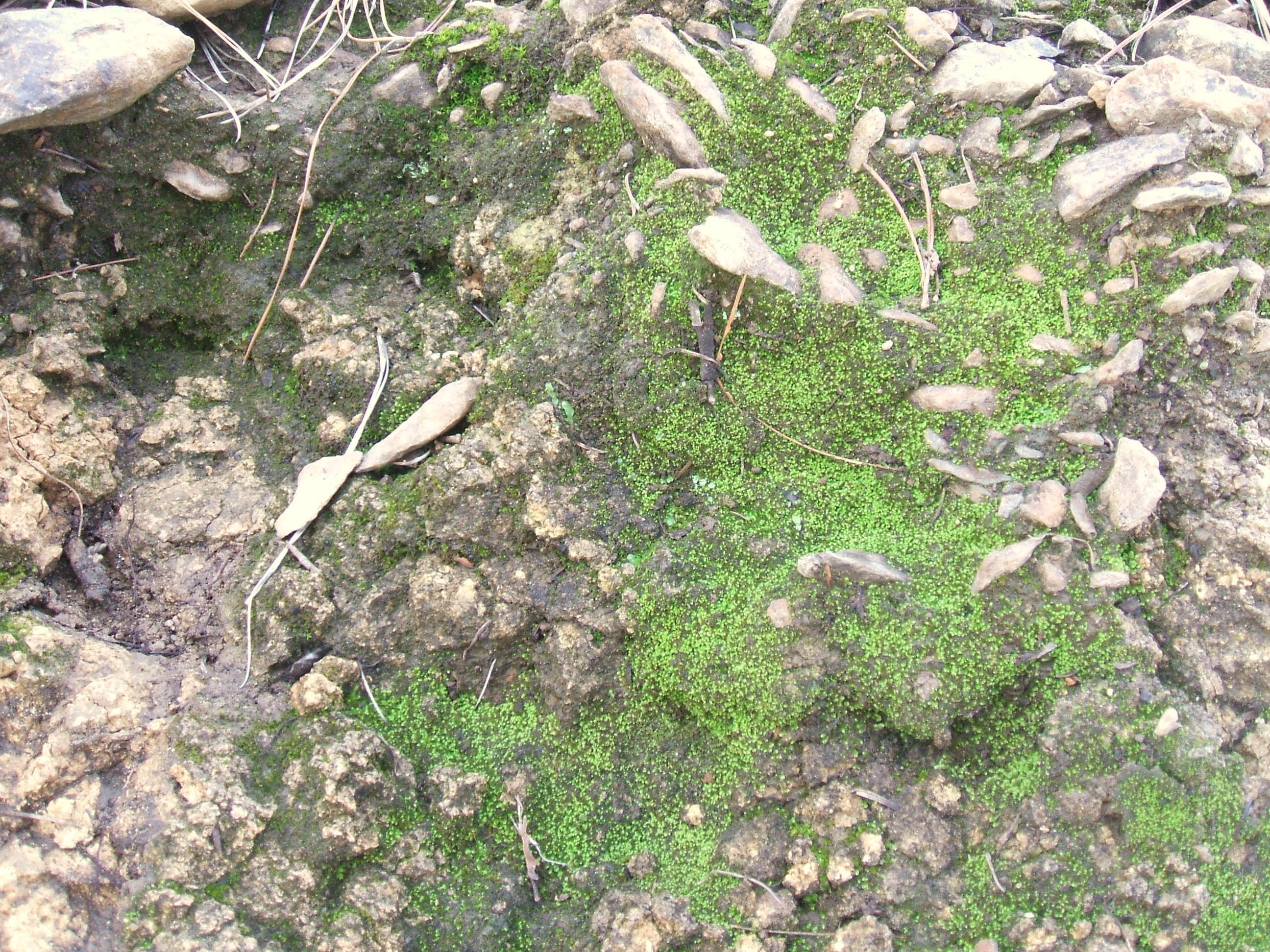
Erste Moosbesiedlung des Felses – Die Initialphase des Felshumusbodens

Ein Standort wird allgemein als Boden bezeichnet, wenn er dauerhaft höheren Pflanzen als Standort dienen kann.
Der Auflagehumus entsteht durch eine Aufakkumulation abgestorbener Pflanzen. Die häufigsten Pionierpflanzen bei der Besiedlung blanker Felsen sind Flechten und Moose, die der Oberfläche des Gesteins anhaften. Deren Biomasse sammelt sich mit der Zeit als Humus in den Mulden des Gesteins und in den durch physikalische Verwitterung entstandenen Spalten. Die Flechten und Moose fördern durch ihre Wurzelausscheidungen außerdem die chemische Verwitterung des Felsens.
Der zunehmenden Mächtigkeit des Bodens wirken Erosionskräfte entgegen. Dies ist an steilen Bergflanken der Fall, an denen kein Material Halt finden kann. Daneben ist dieser Bodentyp in sehr kalten Regionen wie Tundren und Hochgebirgen häufig zu finden, in denen neben den starken Abtragungsvorgängen auch eine sehr geringe Biomasseproduktion vorherrscht.

## Bodenvergesellschaftung
Der Skeletthumusboden ist sehr nah mit dem Felshumusboden verwandt. Dieser hat aber im Untergrund keinen massiven Fels, sondern locker gelagertes Skelettmaterial; also Schutt, Kies oder Geröll. Beide Bodentypen bilden die Klasse der O/C-Böden. Häufig liegen sie eng zusammen und gehen im Verlauf eines Hangs fließend ineinander über.
Ohne hinreichende Erosion wird die bewurzelbare Schicht auf dem Felsen durch Ablagerung von Stäuben und die zunehmende Verwitterung des Gesteins immer mächtiger. Die zu Beginn rein organische Auflage entwickelt sich zu einem mineralischen Material weiter. Damit setzt die eigentliche Bodenentwicklung des Standorts ein. Der Anfangsstadium der Bodenentwicklung wird in der Regel schnell überschritten. Dies ist in Deutschland fast überall der Fall, so dass Felshumusböden hier nur auf Extremstandorten vorkommen.
Sobald der organische Gehalt der Auflage unter 30 Gewichtsprozent sinkt, liegt ein Mineralbodenhorizont vor. Damit ist der nächste Bodentyp der Entwicklungsreihe, der Syrosem, erreicht. Wenn der Anteil mineralischer Substanz in einzelnen Ritzen bereits sehr hoch ist, gehen Felshumusböden fließend in Syroseme über, so dass beide Bodentypen direkt nebeneinander liegen.
In der weiteren Entwicklung daran anschließend und ebenfalls eng mit den Felshumusböden vergesellschaftet sind die sogenannten Ah/C-Böden, bei denen sich ein mächtiger humoser Oberboden ausgebildet hat. Auf Kalksteinen (> 75 % Kalk) ist dies die Rendzina, auf mergeligen Gesteinen (2–75 % Kalk) die Pararendzina und auf kalkfreien Gesteinen (< 2 % Kalk) der Ranker.

## Horizontierung
Die Horizontabfolge in der Deutschen Bodensystematik lautet: O/mC
- O: Die Auflage ist ein organischer Horizont ('O') mit einem Anteil von mehr als 30 Gew.% organischer Substanz. Eine Mindestmächtigkeit des O-Horizontes ist nicht festgelegt worden, da auch die geringmächtigste Humusauflage, sofern sie in der Lage ist, dauerhaft höhere Pflanzen zu tragen, als Bodenbildung angesehen wird. Die Tiefe des Horizonts kann aber unter Umständen mehrere Dezimeter betragen.

- mC: Darunter liegt massives ('m') Ausgangsmaterial ('C'), also blanker Fels, der nahezu keine Anzeichen von Verwitterung zeigt. Es besteht keine Verbindung zwischen der Auflage und dem Untergrund.

Bei der organischen Auflagen muss eine Unterscheidung zum Moor durchgeführt werden: Ein Moorhorizont geht aus einer Torfbildung hervor. Diese setzt aber wegen der Wechselfeuchte des Standorts nicht ein.
In der internationalen Bodenklassifikation World Reference Base for Soil Resources (WRB) sind die Felshumusböden zu den Histosolen gestellt, wenn sie eine über 10 cm mächtige organische Auflage aufweisen. Ist die Auflage geringer, so fallen sie in die Gruppe der Leptosole.

## Nutzung und Eigenschaften

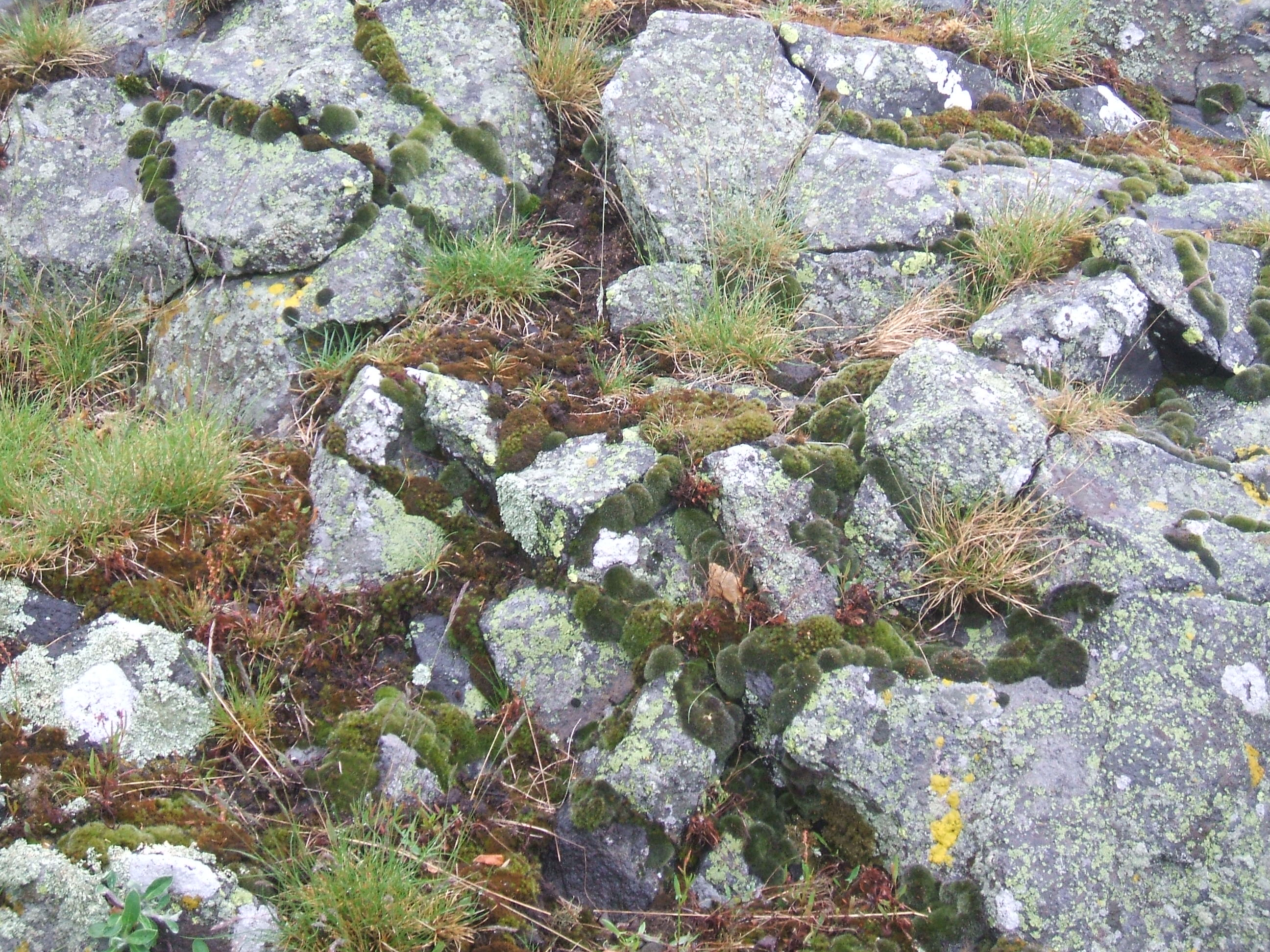
Felshumusboden auf Basalt (Kasseler Berge)

Eine oft typische Eigenschaft des Felshumusbodens ist die ungleichmäßige Mächtigkeit der Auflage. Diese kann in vereinzelten Klüften dutzende Zentimeter in den Fels hineinreichen. Direkt daneben aber auf exponierteren Flächen völlig fehlen.
Die Nährstoffe werden in erster Linie über Stäube und Niederschläge eingetragen, da das Gestein nahezu unverwittert und der Bodenkörper kaum ausgebildet ist. Damit stehen kaum Nährstoffe und Wurzelraum zur Verfügung. Dazu kommt eine extreme Wechseltrockenheit, da die geringe Substratmenge keinerlei Wasser speichern kann. Die Humusauflagen sind durch Niederschläge und Zersetzungsprozesse meist sehr sauer.
Felshumusböden sind damit nur für wenige Pflanzen geeignet, die an Extrembedingungen angepasst sind. Dies können einige Gräser und Kräuter sein. Eine land- oder forstwirtschaftliche Nutzung ist unmöglich. Felshumusböden sind wichtige Bereiche für den Naturschutz.